# Carlos Girón
Carlos Armando Girón Gutiérrez  (ur. 3 listopada 1954 w Mexicali, zm. 13 stycznia 2020 w mieście Meksyk) – meksykański skoczek do wody. Srebrny medalista olimpijski z Moskwy.
Zawody w 1980 były jego trzecimi igrzyskami olimpijskimi. Debiutował w 1972, brał udział w igrzyskach w 1976, a także w 1984 roku. Pod nieobecność sportowców z części krajów tzw. Bloku Zachodniego sięgnął w Moskwie po medal w skokach z trampoliny trzymetrowej. W skokach z wieży był brązowym medalistą mistrzostw świata w 1975, zwyciężył w tym samym roku w igrzyskach panamerykańskich oraz był drugi w 1979. W rywalizacji na trampolinie był trzeci zarówno w 1975, jak i w 1979.
W 2001 został przyjęty do International Swimming Hall of Fame.